# 乌尔姆造型学院
乌尔姆造型学院（Hochschule für Gestaltung, Ulm）由英格·艾舍·绍尔（Inge Aicher Scholl）、奥托·艾舍（Otl Aicher）和马克斯·比尔（Max Bill）于1953年在德国乌尔姆创立，直到1968年被解散。因为其强调从技术方面培养设计师与其对系统设计（system design）的推崇，使乌尔姆造型学院成为战后德国最重要的设计学院。